# Saticoy (Kalifornija)
Saticoy je naseljeno područje za statističke svrhe u američkoj saveznoj državi Kalifornija. Prema popisu stanovništva iz 2010. u njemu je živjelo 1.029 stanovnika.